# 155.
◄ | 1. stoljeće | 2. stoljeće | 3. stoljeće | ►
◄ | 120-ih | 130-ih | 140-ih | 150-ih | 160-ih | 170-ih | 180-ih | ►
◄◄ | ◄ | 152. | 153. | 154. | 155. | 156. | 157. | 158. | ► | ►►
Astronomija • Književnost • Kršćanstvo

## Smrti
- Sveti Polikarp

## Vanjske poveznice
|  | Zajednički poslužitelj ima još gradiva o temi 155. |